# Sân bay quốc tế Querétaro
Sân bay quốc tế Querétaro (IATA: QRO) là một sân bay quốc tế ở các đô thị Colon, El Marques, bang Querétaro, México. Đây là sân bay nội địa và quốc tế và có thể sử dụng làm một sân bay dự bị cho Sân bay quốc tế Thành phố México.

## Các hãng hàng không và các tuyến điểm

### Các tuyến nội địa
- Aeromar (Thành phố México, Monterrey)
- ALMA de Mexico (Guadalajara, Monterrey, Cancun)

### Các tuyến quốc tế
- Continental Airlines
  - Continental Express cung cấp bởi ExpressJet Airlines (Houston-Intercontinental)
- Delta Air Lines
  - Delta Connection cung cấp bởi Shuttle America (Atlanta) [ngừng ngày 18 tháng 8 năm 2008]

### Các hãng vận tải hàng hóa
- Regionalcargo
- BAX Global Lưu trữ ngày 6 tháng 7 năm 2005 tại Wayback Machine